# Бродский, Николай Леонтьевич
Николай Леонтьевич Бродский (15 [27] ноября 1881, Ярославль — 5 июня 1951, Москва) — советский литературовед, профессор МГУ.

## Биография
Сын оркестрового музыканта. В 1900 окончил рязанскую гимназию. Окончил историко-филологический факультет Московского университета (1904). В том же году опубликована его первая работа.
В 1904—1907 преподавал в Коммерческом училище Екатеринослава. В 1907 вернулся в Москву. Читал курс литературы на Женских педагогических курсах в Москве, в Городском народном университете Нижнего Новгорода. Член Общества любителей российской словесности с 1910, Общества истории литературы в Москве с 1911. Один из организаторов I Всероссийского съезда учителей-словесников на рубеже 1916/1917 годов.
Сдав магистерские экзамены, стал приват-доцентом (1918—1924), потом профессором (с 1926) Московского университета, руководил там тургеневским семинаром. С 1922 также вёл научную работу в ГАХН, преподавал в Смоленском университете, Индустриально-педагогическом институте им. Либкнехта и в Тверском педагогическом институте.
Член СП СССР с 1934. В 1939 Бродскому без защиты диссертации присуждена степень доктора филологических наук. С 1941 возглавлял отдел русской литературы Института мировой литературы.
Исследователь творчества Пушкина, Лермонтова, Тургенева, Белинского, Достоевского, Герцена и др.; автор многих пособий по русской литературе для средней школы, статей по истории театра, методики преподавания литературы.
Действительный член АПН РСФСР с 1947.
Скончался 5 июня 1951 года в Москве; похоронен на Даниловском кладбище (уч. 36).

## Награды и премии
- орден Трудового Красного Знамени (10.06.1945)
- премия К. Д. Ушинского — за книгу «Комментарий к „Евгению Онегину“» (1950)